# Operation Passage to Freedom

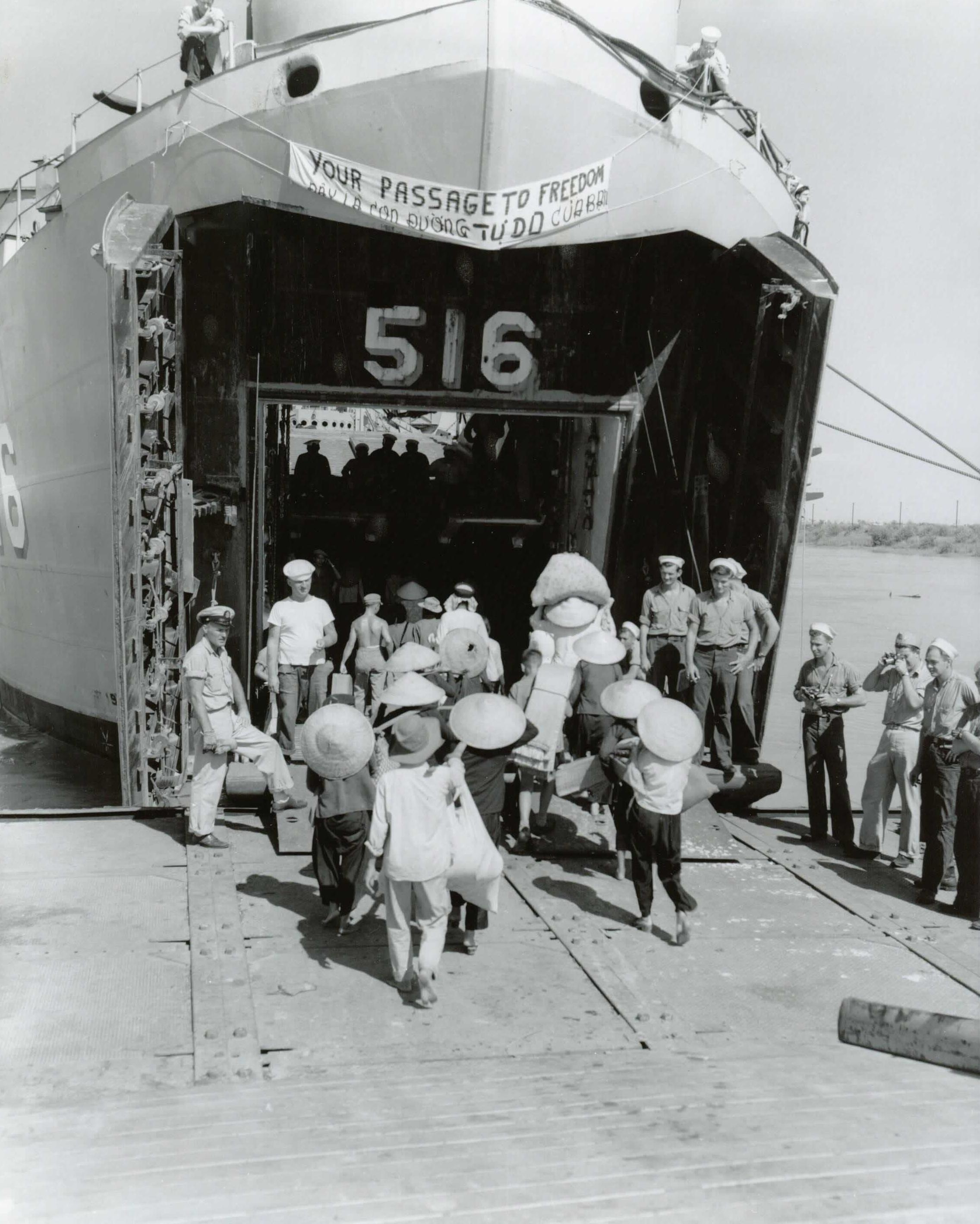
Das Kriegsschiff LST 516 in Haiphong (Oktober 1954)

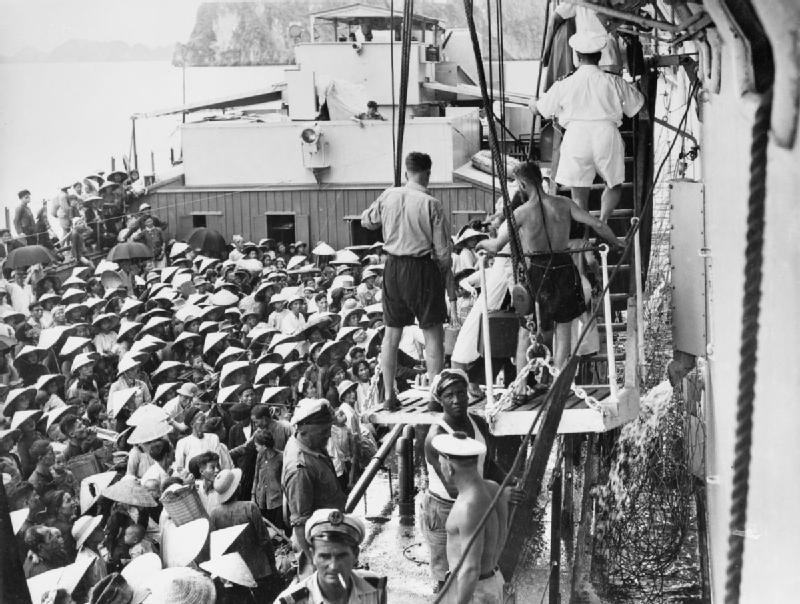
Menschen an Bord eines französischen Landungsbootes im Hafen von Haiphong (1954)

Die Operation Passage to Freedom war eine Rettungsaktion der United States Navy, bei der 310.000 vietnamesische Zivilisten, Soldaten und nicht-vietnamesische Angestellte der französischen Armee von Nordvietnam zwischen 1954 und 1955 nach Vietnam verschifft wurden. Auslöser war der erste Indochinakrieg.